# Хроніка Макарія
Хроніка Макарія — молдавський літопис складений в середині 16 століття єпископом і вченим Макарієм, який описує період 1504-1551 років в історії Молдавії.
Літопис написаний церковнослов'янською мовою, відомий у двох варіантах: перший описує вчинки, що сталися після смерті Стефана Великого (1504) до 1541 року, а другий — від 1541 до 1551 року; центральною фігурою Хроніки є Петру IV Рареш.
Проголошеною метою Макарія було «на рядок продовжити історію і довести її до царювання нашого часу, щоб не звинувачувати себе в риторичній слабості, але виконувати заповіді блискучого і страшного для ворогів воєводи Петра…» а також «Не дозволяти, щоб справи, що відбувалися в минулі часи і далекі, були покриті гробницею забуття, але щоб дати їм історію».
Літопис Макарія — літературна хроніка, що використовує риторичний стиль, з поетичними фігурами і явно морально-релігійними тенденціями, щоб прославити особистість Петру Рареша, чиї якості перебільшені. Перша версія хроніки закінчується 1541 роком, зі сходженням на престол удруге Петру Рареша. Історик Іоан Богдан (1864-1919) відкрив іншу версію Хроніки Макарія у зшитку 17-го століття в Імперській бібліотеці в Петербурзі, версію, що переплітається з хронікою Азарія.
Друга версія включає друге панування Петру Рареша і закінчується 1551 роком. Серед згаданих подій є експедиція Петру Рареша проти воєводи Трансільванії Штефана Майлата, про його турботу про церкву, а також про його смерть і правління його нащадків. Стиль цієї версії схожий на стиль першої версії.
| Прапор Молдови | Це незавершена стаття про Молдову. Ви можете допомогти проєкту, виправивши або дописавши її. |